# Spilopodia melanogramma
Spilopodia melanogramma är en svampart som beskrevs av Boud. 1885. Spilopodia melanogramma ingår i släktet Spilopodia, ordningen disksvampar, klassen Leotiomycetes, divisionen sporsäcksvampar och riket svampar.   Inga underarter finns listade i Catalogue of Life.